# 澱積層
澱積層（英語：illuvium，又譯淋積層）是指土壤剖面上，由雨水從一層搬運到另一層的物質。物質從一個土層中流失的過程称为淋溶。物質的搬運可能是机械的，也可能是化学的過程。澱積層的沈積过程称为澱積作用（illuviation，又譯淋積作用、淋澱作用）。与沖積作用（alluviation）的水平方向流水输送相比，澱積是一种大致垂直方向的在水的作用下進行的输送，由此产生的沉积物称为澱積物。膠膜即是一種澱積物。 
澱積層包括有機物質、矽酸鹽黏土，以及铁和铝的水合氧化物。
澱積積累的黏土、氧化物和有机物积聚在底土中，形成獨立的土層時，稱為“B层”或“澱積帶”。

## 機械澱積
当降水滲透到较干燥的土层时，悬浊液中的水通过微通道的毛细作用被去除，留下的細粒沉积物（膠膜）沿着較大孔隙遷移。

## 化學澱積
土壤溶质的迁移称为淋溶作用。由于土壤化学性質的差异，特别是土壤pH值和氧化还原电位，可溶性成分会發生沉积。